# Hydraena weiri
Hydraena weiri är en skalbaggsart som beskrevs av Perkins 2007. Hydraena weiri ingår i släktet Hydraena och familjen vattenbrynsbaggar. Inga underarter finns listade i Catalogue of Life.